# خط أنابيب النفط الخام في شرق إفريقيا

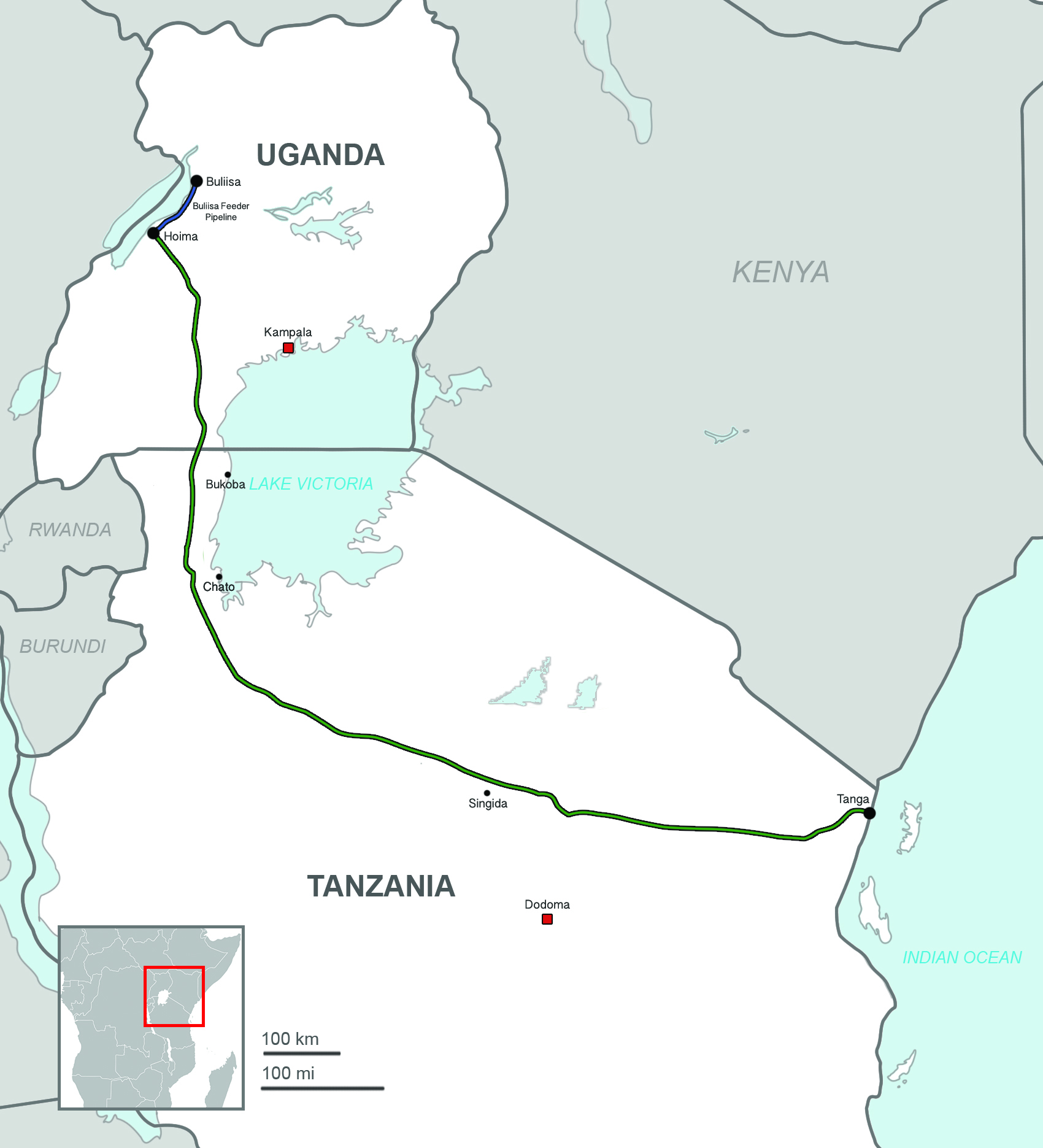
خط أنابيب النفط الخام في شرق إفريقيا.

خط أنابيب النفط الخام في شرق إفريقيا والمعروف أيضًا باسم خط أنابيب النفط الخام بين أوغندا وتنزانيا، هو خط أنابيب يبلغ طوله 1443 كيلومترًا قيد التخطيط منذ عام 2013، مع وجود حجر أساسه اسمياً قيد الإنشاء منذ عام 2017، ومن المقرر اكتمال 50% منه في عام 2025. وتمتلك شركة توتال إنرجيز حصة الأغلبية فيه بنسبة 65%، وشركة النفط الوطنية الأوغنديةبنسبة 15%، وتنزانيا بنسبة 15%، وشركة سينوك بنسبة 5%. ويهدف خط الأنابيب إلى تصدير النفط الخام من حقلي النفط تيلينغا وكينغفيشر في أوغندا إلى ميناء تانجا، تنزانيا على المحيط الهندي، ولهذا السبب يُطلق عليه "مثال على الاستخراج الاستعماري الجديد النموذجي".
ترغب أوغندا في تطوير حقولها النفطية ضمن مشروعي "تيلينجا" الذي تديره شركة توتال إنرجيز، و"كينغفيشر" الذي تديره شركة النفط الوطنية الصينية البحرية. وقد ارتفعت قيمة المشروع إلى 5 مليارات دولار أمريكي. وظل التمويل غير مؤكد حتى يناير 2024، حيث انسحب 24 بنكًا من المشروع، ولم يبق سوى بنكين فقط، هما بنك ستاندرد الجنوب أفريقي، من خلال شركته التابعة "ستانبيك بنك أوغندا"، وبنك سينوشور، اللذين لا يزالان يقدمان الاستشارات للمشروع. وفي مارس 2025، انضم بنك التصدير والاستيراد الأفريقي وبنك كي سي بي أوغندا المحدود إلى الصفقة.
بمجرد اكتماله، سيصبح خط الأنابيب أطول خط أنابيب للنفط الخام المسخن كهربائيًا في العالم. ونظرًا للنزوح الواسع النطاق للمجتمعات والحياة البرية، والتهديد الذي يتعرض له موارد المياه، والمساهمة في تغير المناخ الناتج عن أنشطة الإنسان، فقد احتجت الجماعات البيئية العالمية والاتحاد الأوروبي على بنائه وتمويله. وقد قوبلت النشاطات والاحتجاجات السلمية في أوغندا بالقمع والاعتقالات.

## الموقع
اعتبارًا من مارس 2016، كان من المقرر أن يبدأ خط أنابيب النفط الخام لشرق إفريقيا في مقاطعة بوسيروكا الفرعية، مقاطعة هويما، في حوض بحيرة ألبرت (أفريقيا) في المنطقة الغربية من أوغندا. سيمتد على طول صدع ألبرتين في اتجاه جنوب شرقي عام ليمر عبر مقاطعة راكاي في أوغندا، وبوكوبا في تنزانيا، ثم يلتف حول الشواطئ الجنوبية لبحيرة فيكتوريا، ويستمر عبر شينيانغا وسينغيدا، لينتهي في شبه جزيرة تشونغولاني بالقرب من ميناء تانجا، للتصدير لمسافة تبلغ حوالي 1,410 كيلومتر (880 ميل) .
في عام 2006، تم اكتشاف حقل كينغفيشر النفطي على الضفة الشرقية لبحيرة ألبرت، الحدود بين أوغندا وجمهورية الكونغو الديمقراطية، ويمتد على مساحة 344 كيلومترًا مربعًا في حوض ألبرتين ريفت في غرب أوغندا. سيتم تطوير مشروع كينغفيشر من قبل شركة الصين الوطنية للنفط البحري.
تقع حقول نفط تيلينغا شمال شرق حقل كينغفيشر النفطي في مقاطعتي بوليسا ونويا. وتخطط شركة توتال إنرجيز لتشغيل مشروع تيلينغا (56.6%)، بالشراكة مع شركة النفط الوطنية الصينية وشركة النفط الوطنية الأوغندية، من خلال تطوير ستة حقول، يقع أحدها داخل منتزه مورشيسون فولز الوطني، وحفر ما يقارب 400 بئر في 31 موقعًا. وستُنقل المواد الخام عبر خطوط أنابيب مدفونة إلى محطة معالجة نفطية بُنيت في كاسيني، لفصل السوائل ومعالجتها.

## الملخص
اعتبارًا من عام 2015، تجاوزت موارد النفط المؤكدة في أوغندا (النفط الموجود) 6.5 مليار برميل، منها حوالي 2.2 مليار برميل قابلة للاستخراج.
في عام 2013، وافقت أوغندا على بناء خط أنابيب مشترك للنفط الخام بين أوغندا وكينيا إلى ميناء لامو الكيني. ومع ذلك، في عام 2015، دفعت المخاوف بشأن الأمن والتكلفة إلى إجراء مفاوضات موازية مع تنزانيا بشأن طريق أقصر وأكثر أمانًا إلى ميناء تانجا، بدعم من شركة توتال إنرجيز.
في أبريل 2016، في القمة الثالثة عشرة لرؤساء دول الممر الشمالي في كامبالا، اختارت أوغندا رسميًا طريق تنزانيا لنفطها الخام، مفضلةً طريقي مومباسا أو لامو عبر كينيا. وحضر رئيسا كينيا ورواندا، إلى جانب ممثلين من إثيوبيا وجنوب السودان وتنزانيا. وفي المؤتمر نفسه، أعلن الرئيس أوهورو كينياتا أن كينيا ستبني خط أنابيب النفط الخام الكيني بنفسها، متخليةً بذلك عن خط أنابيب النفط الخام بين أوغندا وكينيا. واعتبارًا من أغسطس 2017، كان من المخطط أن تبلغ سعة خط الأنابيب 216000 برميل من النفط الخام يوميًا. ليكون 24 بوصة (61 سـم)يبلغ قطر خط الأنابيب، وكان من المقرر أن تدفع أوغندا لتنزانيا 12.20 دولاراً أميركياً عن كل برميل يتدفق عبر خط الأنابيب.
في ديسمبر 2021، أقرّ البرلمان الأوغندي مشروع قانون الأحكام الخاصة لخط أنابيب النفط الخام في شرق أفريقيا، ليصبح قانونًا أوغنديًا، يُنظّم مشاركة البلاد في تكاليف الإنشاء والتشغيل والصيانة المقدرة آنذاك بـ 3.5 مليار دولار أمريكي. وقُدّرت مساهمة أوغندا بـ 293 مليون دولار أمريكي، منها 130 مليون دولار أمريكي سُدّدت مُقدّمًا. وكان برلمان تنزانيا قد أقرّ قانونًا مُماثلًا في أغسطس 2021.

## التكلفة والجدول الزمني
اعتبارًا من مارس 2016، كان من المقرر أن يبدأ البناء في أغسطس 2016 ومن المتوقع أن يستمر لمدة ثلاث سنوات بتكلفة 4 مليارات دولار أمريكي، مما يوفر ما يقرب من 15000 وظيفة بناء و1000 إلى 2000 وظيفة دائمة. في مارس 2016، ذكرت صحيفة ديلي مونيتور أن شركة توتال إي آند بي مستعدة لإنفاق 4 مليارات دولار أمريكي (13 تريليون شلن أوغندي) لتمويل بناء خط أنابيب شرق أفريقيا والمحيط الهادئ. في يوليو 2016، وفي أعقاب اجتماعات بين الوفود برئاسة وزيري النفط في تنزانيا وأوغندا، التي عقدت في هويما، أُعلن أن بناء خط الأنابيب البالغ 1,443 كيلومتر (897 ميل)من المقرر أن يبدأ خط الأنابيب في يناير 2017، ومن المقرر الانتهاء منه في عام 2020.
اعتبارًا من أغسطس 2017، بلغت ميزانية البناء لـ 1,445 كيلومتر (898 ميل)بلغت تكلفة خط الأنابيب 3.5 مليار دولار أمريكي.
في سبتمبر 2020، وقعت شركة توتال إنرجيز وحكومة أوغندا اتفاقية حكومة مضيفة بشأن حقوق والتزامات توتال فيما يتعلق بتطوير وبناء وتشغيل خط أنابيب النفط الخام في شرق إفريقيا، في دار الرئاسة في عنتيبي مع قرار استثماري نهائي متوقع بحلول نهاية عام 2020. بعد يومين في سبتمبر 2020، وقع الرئيس يوري موسيفيني من أوغندا والرئيس جون بومبي ماجوفولي من تنزانيا اتفاقية في تشاتو، تنزانيا لبناء 1,445 كيلومتر (898 ميل) بشكل مشتركخط أنابيب النفط الخام في شرق أفريقيا، بتكلفة تقديرية تبلغ مليار دولار أمريكي. كان من المقرر أن يبدأ العمل بنهاية عام 2020. ومن المتوقع أن يستغرق البناء حوالي 36 شهرًا.
في أكتوبر 2020، وقّعت شركة توتال إنرجيز وحكومة تنزانيا اتفاقيةً مع الحكومة المضيفة لتنظيم تعاملاتهما بشأن خط أنابيب شرق آسيا والمحيط الهادئ، حيث سيمر 70% من خط الأنابيب عبر الأراضي التنزانية. وكان من المتوقع أن يبدأ مد خط الأنابيب خلال الربع الأول من عام 2021.
في أبريل 2021، التقى الرئيسان موسيفيني من أوغندا وسامية سولوهو من تنزانيا في عنتيبي بأوغندا مع باتريك بويانيه، رئيس مجلس الإدارة والرئيس التنفيذي لشركة توتال إنرجيز وتشن تشوبياو، رئيس شركة سينوك أوغندا إلى جانب تكنوقراط ومحامين ووزراء حكوميين من أوغندا وتنزانيا، لتوقيع عدد من الاتفاقيات، مما يسمح ببدء البناء. كان من المقرر أن يبدأ البناء في يوليو 2021، ومن المتوقع أن يتم استخراج أول نفط في عام 2025.
في أغسطس 2021، ارتفعت تكلفة المشروع إلى 5 مليارات دولار أمريكي، منها 2 مليار دولار سيتم جمعها من قبل مالكي خط الأنابيب كاستثمار أسهم، وسيتم اقتراض 3 مليارات دولار المتبقية من مصادر خارجية.
اعتبارًا من سبتمبر 2024، وفقًا لما ذكرته صحيفة ذا سيتيزن، تم مد 47% من خط الأنابيب، ومن المقرر الانتهاء منه في يوليو 2026. وبحلول مارس 2025، تم بناء أكثر من 50% من خط الأنابيب. ويعمل في المشروع أكثر من 8000 مواطن تنزاني وأوغندي.
الملكية
في أغسطس 2017، كانت الخطة هي جمع 70 في المائة من رأس مال التمويل البالغ 3.5 مليار دولار أمريكي المطلوب من المقرضين الدوليين و30 في المائة من خلال توتال وشركة تولو الأنجلو أيرلندية وشركة النفط الوطنية البحرية الصينية وشركة تطوير البترول في تنزانيا وشركة النفط الوطنية الأوغندية؛ وكان من المتوقع اتخاذ قرار الاستثمار النهائي في نهاية عام 2017. وقد قدمت شركة ستاندرد بنك أوف جنوب إفريقيا المشورة لأوغندا وتنزانيا، بينما قدمت شركة سوميتومو ميتسوي المصرفية المشورة لشركة توتال إس إيه. وقدمت شركة المحاماة كليفورد تشانس ومقرها لندن المشورة لشركة توتال إنرجيز بشأن المسائل القانونية، بينما قدمت شركة سينوك المشورة لشركة إمبريال بنك أوف تشاينا.
في مارس 2019، استحوذت شركة النفط الوطنية الأوغندية على 15 في المائة من أسهم خط أنابيب النفط الخام في شرق إفريقيا، وتنزانيا 5 في المائة، وأسهم تولو 10 في المائة، وشركة سينوك الصينية 35 في المائة، وتوتال 35 في المائة.
في أبريل 2020، باعت شركة تالو أويل بي إل سي "كامل حصصها في مشروع تطوير بحيرة ألبرت في أوغندا، بما في ذلك خط أنابيب النفط الخام في شرق إفريقيا"، إلى شركة توتال إنرجيز مقابل 575 مليون دولار أمريكي شاملةً جميع الالتزامات الضريبية. تغيرت هذه الملكية في أبريل 2021، عند توقيع اتفاقيات الاستثمار النهائية.
ملكية أسهم خط أنابيب النفط الخام في شرق إفريقيا بمرور الوقت
| رتبة | اسم المالك                           | الملكية في عام 2019 (%) | الملكية في عام 2020 (%) | الملكية في عام 2021 (%) | ملحوظات |
| ---- | ------------------------------------ | ----------------------- | ----------------------- | ----------------------- | ------- |
| 1    | إجمالي الطاقات                       | 35                      | 45                      | 62                      |         |
| 2    | شركة الصين الوطنية للنفط البحري      | 35                      | 35                      | 8                       |         |
| 3    | شركة خطوط الأنابيب الوطنية الأوغندية | 15                      | 15                      | 15                      |         |
| 4    | شركة تنمية البترول في تنزانيا        | 5                       | 5                       | 15                      |         |
| 5    | شركة تالو أويل بي إل سي              | 10                      | 0                       | 0                       |         |
|      | المجموع                              | 100                     | 100                     | 100                     |         |

في فبراير 2022، اجتمع موسيفيني ونائب رئيس تنزانيا فيليب مبانجو، والرئيس التنفيذي/المدير التنفيذي لشركة توتال إنرجيز، باتريك بويانيه، ورئيس شركة سي إن أو سي أوغندا المحدودة، تشين تشوبياو، ووزراء الحكومة الأوغنديين، وخبراء النفط من أوغندا وتنزانيا، وغيرهم من الضيوف المدعوين في كولولو في كامبالا، ليشهدوا توقيع قرار الاستثمار النهائي من قبل توتال إنرجيز وشركة سي إن أو سي. وشملت الأطراف الأخرى ذات الصلة باتفاقية التعاون في شرق أفريقيا شركة النفط الوطنية الأوغندية، وهيئة البترول الأوغندية، وتوتال إنرجيز أوغندا، وشركة تنمية النفط في تنزانيا.
التمويل
في مايو 2023، صرحت مجموعة سوميتومو ميتسوي المالية أنها لن تمول خط الأنابيب، كما فعل ستاندرد تشارترد، لتنضم بذلك إلى 24 بنكًا نأوا بأنفسهم عن المشروع. اعتبارًا من يونيو 2023، كان بنكان فقط، بنك ستاندرد الجنوب أفريقي، من خلال شركته التابعة ستانبيك أوغندا، والبنك الصناعي والتجاري الصيني، مستشارين ماليين للمشروع. في أغسطس 2023، أفيد أنه من المتوقع الحصول على قروض بقيمة 3 مليارات دولار أمريكي من بنك التصدير والاستيراد الصيني، والبنك الإسلامي للتنمية، وبنك أفريكسيم، بينما سيقدم مساهمو خط الأنابيب حوالي 2 مليار دولار أمريكي. في يناير 2024، أفيد أن سينوشور لن تعلن عن قرارها النهائي إلا بحلول يونيو 2024.
في يونيو 2024، أعلنت مجموعة ستاندرد بنك أنها قررت تمويل خط الأنابيب. في مارس 2025، أعلنت شركة إياكوب المحدودة، الشركة التي تمتلك خط الأنابيب وتبنيه، أنها أغلقت الشريحة الأولى من التمويل الدولي من اتحاد يضم بنك أفريكسيم، وبنك ستاندرد في جنوب إفريقيا، وبنك ستانبيك أوغندا المحدود، وبنك كيه سي بي أوغندا المحدود، والمؤسسة الإسلامية لتنمية القطاع الخاص، وهي قسم من البنك الإسلامي للتنمية. اعتبارًا من مايو 2025، أفيد أن بنك ستاندرد في جنوب إفريقيا فقط، من خلال شركته التابعة بنك ستانبيك أوغندا، وبنك التصدير والاستيراد الأفريقي، وبنك كيه سي بي أوغندا المحدود هم الممولون.

## البناء
في عام 2017، وضع موسيفيني حجر الأساس، وأفادت الصحافة أن أعمال البناء قد بدأت.
في يوليو 2022، مُنح عقد الهندسة والتوريد والبناء لمشروع مشترك يضم شركة وورلي الأسترالية المحدودة (المعروفة سابقًا باسم وورلي بارسونز المحدودة) وشركة هندسة خطوط أنابيب البترول الصينية. وكان من المتوقع أن يبدأ البناء في النصف الأول من عام 2023 بتكلفة تقديرية تتراوح بين 3 و4 مليارات دولار أمريكي، ومن المتوقع إنتاج أول كميات من النفط في عام 2025.
في أغسطس 2023، أفاد موقع مراقب يومي أن أعمال البناء ستبدأ في الربع الأول من عام 2024، حيث ستكون شركة بولير مقاولًا فرعيًا، مسؤولاً عن النقل والتخزين والتداول وإدارة البناء للمعدات الإنشائية.
في نوفمبر 2023، ذكرت صحيفة أوغندا المستقلة أن أول 100 كيلومتر (62 ميل) من الأنابيب كانت جاهزة للشحن من المصنع في الصين إلى تنزانيا. في ذلك الوقت كان من المتوقع أن يبدأ البناء في الربع الأول من عام 2024 وينتهي في الربع الرابع من عام 2025.

## تأمين خطوط الأنابيب
في أغسطس 2022، أفادت وسائل الإعلام الأوغندية عبر الإنترنت أن هيئة تنظيم التأمين في أوغندا قد قدمت واستلمت واعتمدت أوراق الترخيص والتسجيل وملكية الأسهم لاتحاد التأمين للنفط والغاز في أوغندا لتأمين خط أنابيب النفط الخام في شرق إفريقيا.
في فبراير 2023، قدمت منظمات أوغندية وتنزانية وأمريكية شكوى ضد شركة مارش للتأمين الأمريكية لدى منظمة التعاون الاقتصادي والتنمية بشأن انتهاكها "للمبادئ التوجيهية التي تحكم تصرفات الشركات المتعددة الجنسيات فيما يتعلق باحترام حقوق الإنسان والبيئة".

## مصفاة النفط
اعتبارًا من عام 2013، خططت الدولة لبناء مصفاة في المنطقة الغربية لتلبية الطلب المحلي والإقليمي، وتصدير الباقي عبر خط أنابيب إلى ساحل المحيط الهندي.
كان من المقرر تطوير المشروع الذي تبلغ قيمته 2.5 مليار دولار أمريكي في إطار شراكة بين القطاعين العام والخاص، حيث يمتلك مطور خاص 50 في المائة من المشروع و10 في المائة مملوكة لشركة معادن جيه كيه من جنوب إفريقيا، ويتم توزيع النسبة المتبقية البالغة 40 في المائة بين دول شرق إفريقيا. في أبريل 2016، وافقت تنزانيا على شراء 8 في المائة من الأسهم في المصفاة مقابل 150.4 مليون دولار أمريكي.

## التأثير الاجتماعي والبيئي
وفقًا لتقرير صادر عن معهد المساءلة المناخية، من المتوقع أن ينبعث من خط أنابيب شرق إفريقيا 379 مليون طن من ثاني أكسيد الكربون خلال 25 عامًا من التشغيل، وخلال ذروة تدفق النفط الخام، في السنوات من الثالثة إلى السادسة، يبلغ إجمالي الانبعاثات المنسوبة 34.8 مليون طن سنويًا. ومع ذلك، فإن بناء وتشغيل خط الأنابيب لا يمثل سوى 1.8٪ من التقديرات، حيث يأتي 87.22٪ من الانبعاثات المقدرة من الاستخدام النهائي لمنتج النفط وليس من خط الأنابيب نفسه. يتجاوز الإجمالي المقدر على مدى فترة 25 عامًا الانبعاثات الوطنية لفرنسا في عام 2020 البالغة 277 مليون طن، وهو أقل قليلاً من الانبعاثات الأسترالية البالغة 392 مليون طن. يحمل تأثيرات عالمية كبيرة من خلال المساهمة في ظاهرة الاحتباس الحراري.
يشكل خط الأنابيب مخاطر عالية فيما يتعلق بتلوث المياه العذبة وتدهورها، وخاصة في حوض بحيرة فيكتوريا، حيث سيتم وضع 400 كيلومتر من خط الأنابيب. وبمجرد الانتهاء من بنائه، سوف يتسبب مشروع خط أنابيب النفط الخام في شرق إفريقيا في أضرار لا رجعة فيها للتنوع البيولوجي والموائل الطبيعية ومصادر المياه.
اعتبارًا من يوليو 2023، من المتوقع أن يتسبب المشروع في نزوح 100000 شخص في أوغندا وتنزانيا وتعريض موائل الحياة البرية الرئيسية والمياه الساحلية للخطر. اعتبارًا من عام 2020، تقدمت منظمات المجتمع المدني بطلبات إلى وكالات التمويل لعدم دعم المشروع، مشيرة إلى الضرر الاجتماعي والبيئي المحتمل الذي سيسببه خط الأنابيب. وفقًا لتقييم الأثر البيئي وتقييم الأثر الاجتماعي لعام 2019 بتكليف من منظمة أوكسفام، فإن خط الأنابيب سيؤثر بشكل غير متناسب وسلبي على النساء بما في ذلك فقدان الدخل بسبب النزوح وفقدان الأرض وفقدان السلطة في الأسرة إذا حصل الرجال على أجور نقدية وزيادة العمل في مجال الجنس بالإضافة إلى المزيد من أعمال الرعاية غير مدفوعة الأجر.
حملة "أوقفو مشروع خط أنابيب النفط الخام في شرق إفريقيا" هي حملة عالمية ضد بناء خط الأنابيب. يجادل المشاركون في الحملة بأنه نظرًا لكونه أطول خط أنابيب للنفط الساخن في العالم والذي سيمر عبر العديد من المناطق المأهولة بالسكان، فإنه سيساهم في نتائج اجتماعية سيئة للنازحين. كما يذكرون أيضًا المخاطر الكبيرة على الطبيعة والتنوع البيولوجي، حيث يمر خط الأنابيب عبر مساحات شاسعة من السافانا والمناطق ذات القيمة العالية للتنوع البيولوجي وأشجار المانغروف والمياه الساحلية والمناطق المحمية، قبل الوصول إلى الساحل حيث يمكن أن يكون التسرب النفطي خطيرًا. يُعتقد أن الانسكابات أكثر احتمالية نظرًا للطريق عبر المناطق ذات النشاط الزلزالي. يشير منتقدو المشروع إلى التأثير الهيدرولوجي السلبي على موارد المياه السطحية والجوفية في بحيرة توركانا وأيضًا إلى حقيقة أن خط الأنابيب سيضيف مصدرًا رئيسيًا آخر للنفط إلى الأسواق العالمية وبالتالي يساهم في تغير المناخ الناتج عن أنشطة الإنسان.

## القمع ضد المنتقدين والمتظاهرين في أوغندا
وتعرض منتقدو المشروع في أوغندا للترهيب وإغلاق مؤسستهم (معهد أفريقيا لحوكمة الطاقة) والاعتقالات منذ وقت مبكر من أكتوبر/تشرين الأول 2021.
في سبتمبر 2022، أقر البرلمان الأوروبي قرارًا يدين مشروع خط أنابيب النفط الخام في شرق إفريقيا، داعيًا إلى "إنهاء الأنشطة الاستخراجية في النظم البيئية المحمية والحساسة، بما في ذلك شواطئ بحيرة ألبرت ". وبعد ذلك، تم اعتقال 9 طلاب أوغنديين تظاهروا دعمًا لهذا القرار الأوروبي.
في أكتوبر/تشرين الأول 2023، أفادت صحيفة الغارديان بتعرض نحو أربعة عشر طالبًا للضرب أثناء محاولتهم تقديم عريضة إلى البرلمان، واعتُقل أربعة منهم. ورغم كل هذه التقارير، صرّحت شركة توتال إنرجيز بأنها "لا علم لها بأي ادعاءات من المدافعين عن حقوق الإنسان والبيئة بالتهديد أو الانتقام".
في أبريل/نيسان 2025، أُلقي القبض على 11 ناشطًا كانوا قد سلموا عريضةً إلى مكتب أكبر بنك في كينيا، شركة كيه سي بي أوغندا المحدودة، في كامبالا، لسحب دعمهم لمشروع خط أنابيب النفط الخام في شرق إفريقيا، واقتيدوا إلى سجن لوزيرا شديد الحراسة. ونظرًا لأن عمليات التكرير ستُجرى في الخارج، فقد وُصفت مشروع خط أنابيب النفط الخام في شرق إفريقيا بأنها "مثالٌ على الاستخراج الاستعماري الجديد النموذجي". وبالمثل، أُلقي القبض على 9 طلاب سلموا عريضةً مماثلةً إلى بنك ستانبيك.